# Волошин, Иван Макарович
Ива́н Мака́рович Воло́шин (27 мая 1923 года, село Подмогильное Елисаветградского округа Одесской губернии Украинской ССР, ныне в составе села Лозоватка Кропивницкого района Кировоградской области Украины — 7 октября 1990, Москва) — советский военачальник, генерал армии (07.05.1986).

## Молодость
Украинец. Перед войной окончил школу на родине. В мае 1941 года призван в Красную Армию. Окончил пехотное училище в 1942 году.

## Великая Отечественная война
В действующей армии на фронтах Великой Отечественной войны с сентября 1943 года. Весь боевой путь на фронте прошёл в составе 271-й стрелковой дивизии на Южном фронте, с ноября 1943 — на 1-м Украинском фронте, с августа 1944 года до Победы — на 4-м Украинском фронте. Участвовал в Донбасской, Житомирско-Бердичевской, Проскуровско-Черновицкой, Львовско-Сандомирской, Восточно-Карпатской, Западно-Карпатской, Моравско-Остравской и в Пражской наступательных операциях.
Воевал в должностях заместителя командира, затем командира стрелковой роты в 867-м стрелковом полку. С сентября 1943 года — помощник начальника 1-го отделения штаба 271-й стрелковой дивизии, в начале 1944 года стал заместителем командира батальона в 865-м стрелковом полку, а летом этого года — командиром батальона. С марта 1945 года — заместитель командира полка, а в завершающих боях апреля-мая 1945 года в возрасте 21-го года исполнял обязанности командира 865-го стрелкового полка (даже по меркам военного времени совершенно исключительный случай). Отличился в боях при освобождении города Троппау (ныне Опава), 8 мая его полк первым ворвался в город Оломоуц и до подхода остальных частей освободил значительную часть города. Проявил себя отважным офицером, за два неполных года пребывания на фронте награждён пятью боевыми орденами. Был дважды ранен.

## Послевоенная служба

Могила И. М. Волошина на Новодевичьем кладбище Москвы.

После войны продолжил службу в армии. С лета 1945 года командовал 869-м стрелковым полком 271-й стрелковой дивизии в составе войск Львовского военного округа. В 1946 году окончил Высшие стрелково-тактические курсы усовершенствования командного состава пехоты «Выстрел». С 1946 по 1952 годы последовательно командовал стрелковым полком, отдельным учебным батальоном, служил в штабе военного округа. В 1955 году окончил Военную академию имени М. В. Фрунзе. С ноября 1955 года — заместитель начальника, а с 16 сентября 1960 года — начальник Московского высшего общевойскового командного училища имени Верховного Совета РСФСР. С 12 мая 1962 года по июль 1965 года — командир 23-й гвардейской Таманской мотострелковой дивизией (с 6.02.1965 — 2-я гвардейская Таманская мотострелковая дивизия) в Московском военном округе.
В 1967 году окончил Военную академию Генерального штаба. Позднее, в 1973 и в 1979 годах оканчивал Высшие академические курсы при этой же академии. С июля 1967 года — заместитель командующего армией по боевой подготовке, с декабря 1967 года — начальник штаба — первый заместитель командующего 4-й общевойсковой армией Закавказского военного округа, с 13 мая 1970 года — командующий 6-й общевойсковой армией в Ленинградском военном округе (штаб армии в г. Петрозаводск).

## На высших командных должностях
С апреля 1974 года — командующий войсками Одесского военного округа, генерал-полковник (апрель 1975). С мая 1982 года проходил службу в аппарате Главнокомандующего Объединённых Вооружённых Сил государств — участников Варшавского договора. С августа 1985 года — первый заместитель Главнокомандующего, а с 11 июля 1986 года — Главнокомандующий войсками Дальнего Востока.
С января 1989 года — военный инспектор-советник Группы генеральных инспекторов Министерства обороны СССР. Жил в Москве. Похоронен на Новодевичьем кладбище.
Член ВКП(б) с 1944 года (кандидат в члены ВКП(б) с 1943 года). Депутат Совета Союза Верховного Совета СССР 9-го и 10-го созывов (1974—1984) от Молдавской ССР.

## Награды
- Орден Ленина (1982)
- Два ордена Красного Знамени (1974, …)
- Орден Кутузова 3-й степени (8.05.1945)
- Орден Александра Невского (24.10.1944)
- Два ордена Отечественной войны 1-й степени (14.06.1945, 11.03.1985)
- Орден Отечественной войны 2-й степени (13.05.1944)
- Три ордена Красной Звезды (28.12.1943, 1956, 1966)
- Орден «За службу Родине в Вооружённых Силах СССР» 3-й степени (1976)
- Орден «Знак Почёта» (1961)
- Медаль «За отвагу» (1943)
- Медаль «За боевые заслуги» (1951)
- Медаль «За укрепление боевого содружества» (1980)
- другие медали Советского Союза

ордена и медали иностранных государств
- Кавалерский (рыцарский) крест ордена Возрождения Польши (6.10.1973)[5]
- Орден Красного Знамени (ЧССР)
- Орден Белого льва I степени (05.09.1985, ЧССР)[6]
- Орден Белого льва «За Победу» (ЧССР)
- Орден Красного Знамени (МНР)
- Орден «9 сентября 1944 года» I степени с мечами (НРБ, 14.09.1974)
- Орден Тудора Владимиреску II степени (СРР, 1.10.1974)
- Медаль «20 лет Словацкому Национальному Восстанию» (ЧССР)
- Медаль «30 лет освобождения Чехословакии Советской Армией» (ЧССР)
- Медаль «30 лет Победы над милитаристской Японией» (МНР, 1976)
- Медаль «100 лет Освобождения Болгарии от османского рабства» (НРБ)
- Медаль «100 лет со дня рождения Георгия Димитрова» (НРБ)
- Медаль «За укрепление братства по оружию» (НРБ, 1977)
- Медаль «1300 лет Болгарии» (НРБ, 1982)
- Медаль «20-я годовщина Революционных Вооружённых сил Кубы» (Куба, 23.11.1976)
- Медаль «30-я годовщина Революционных Вооруженных сил Кубы» (Куба, 24.11.1986)